# Campodorus polaris
Campodorus polaris là một loài tò vò trong họ Ichneumonidae.